# Janolidae
Janolidae Pruvot-Fol, 1933 è una famiglia di molluschi nudibranchi appartenente alla superfamiglia Proctonotoidea.

## Tassonomia
La famiglia comprende i seguenti generi:
- Antiopella Hoyle, 1902
- Bonisa Gosliner, 1981
- Galeojanolus M. C. Miller, 1971
- Janolus Bergh, 1884

Sinonimi
- Antiopa Alder & Hancock, 1848 = Antiopella
- Janus Vérany, 1844 = Janolus